# Alcoy
Pour les articles homonymes, voir Alcoy (homonymie).

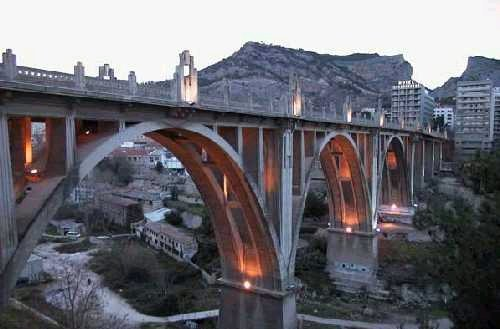
Pont de Sant Jordi.

Alcoi, en valencien ou Alcoy, en castillan (dénomination officielle bilingue depuis le 25 juillet 1989) est une ville et une commune de la province d'Alicante, dans la Communauté valencienne, en Espagne. Elle est le chef-lieu de la comarque de l'Alcoià. La ville compte plus de 60 000 habitants. Alcoi est une ville avec une importante tradition industrielle, particulièrement centrée sur l'industrie textile. C'est dans cette ville que s'est produite la première contestation ouvrière en Espagne. Elle se trouve dans la zone à prédominance linguistique valencienne.

## Géographie

Localisation d'Alcoi
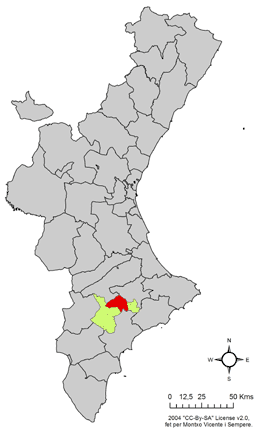
dans la Communauté valencienne.
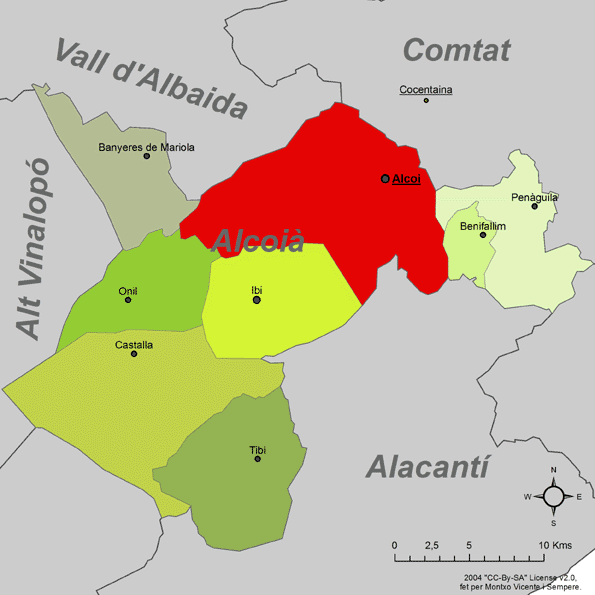
dans la comarque de l'Alcoià.

Le noyau urbain est situé dans une vallée entourée par la Serra de Mariola, Biscoi, L'Ombria, la Serreta, le Carrascal de la Font Roja, la Carrasqueta et Els Plans. La cité est traversée par les rivières Riquer, Benisaidó et Molinar, affluents du Serpis. Pour cette raison, la ville est parfois appelée la ville aux trois rivières ou la ville aux ponts vu leur nombre.
La végétation a conservé d'importants restes de la forêt autochtone méditerranéenne, principalement dans le Carrascal de la Font Roja, avec des exemplaires de chênes, ifs et d'espèces à feuilles caduques. Dans les massifs forestiers replantés prédominent les pins, qui composent 85 % des forêts.
Les communications ont été conditionnées depuis toujours pour une topographie accidentée, ce qui a obligé de grands travaux publics. La route N-340 (Barcelone-Cadix), fait communiquer la cité avec Alicante au Sud et avec Xàtiva-Valence au Nord, avec des embranchements vers la N-III. Le réseau routier est complété par la voie ferrée Alcoi-Xàtiva-Valence.

### Espaces naturels
- Parc naturel de Font Roja
- Parc naturel de la Serra de Mariola

### District ruraux
- Baradello-Sargento
- Cases del Salt
- L'Estepar
- Font Roja
- Montesol
- Sol i Camp

### Communes limitrophes
Communes voisines : Banyeres de Mariola, Benifallim, Bocairent, Cocentaina, Ibi, Xixona, Onil, Penàguila et La Torre de les Maçanes.

## Histoire
À proximité de La Sarga existent des abris avec des peintures rupestres préhistoriques où l'on trouve des scènes de chasse, ainsi qu'un ensemble de motifs figuratifs et schématiques qui complètent la séquence pictographique post-paléolithique de la Méditerranée péninsulaire (Ve-IIIe millénaire av. J.-C.). D'autres restes de l'époque néolithique et de l'âge des métaux, témoignent de l'occupation préhistorique du territoire municipal.
Le peuplement durant l'époque ibérique (IVe – IIIe siècle av. J.-C.), dans les zones de la Serreta et el Puig, constitue un exemple unique de l'urbanisme ibérique.
Les restes de la romanisation, bien que rares, ont été trouvés dans de petits noyaux de peuplement (aujourd'hui appelés alquerías en espagnol), dont les toponymes persistent actuellement, comme Uixola, Benisaidó, Polop ou Barxell, qui dépendaient - entre les Xe et XIIIe siècles - de la fortification de el Castellar.
La naissance du noyau urbain remonte à l'année 1256 et résulte du désir de coloniser et rendre sûre la frontière méridionale du royaume de Valence, après la conquête chrétienne conduite par Jacques Ier d'Aragon. Les dernières révoltes du chef arabe Al-Azraq, en 1276, furent finalement étouffées. Al-Azraq mourut alors qu'il assiégeait Alcoi. Le pouvoir chrétien sur l'actuelle province d'Alicante fut définitivement établi.
En 1291, le roi Jacques II d'Aragon fait donation de la ville à l'amiral Roger de Lauria, la ville ne retrouvant le pouvoir des rois qu'en 1430. Cette année-là, à la suite du soulèvement du seigneur d'Alcoi d'alors, Federico de Aragón, comte de Luna, la ville passe sous le pouvoir royal, et en 1447, le roi Alphonse le Magnanime lui confirme le privilège d'avoir une représentation aux Cortes valenciennes.
Durant la guerre de Succession (1705-1707) les alcoyanos défendent la cause de l'archiduc Charles, à la suite de quoi, après avoir subi un siège et des attaques, la ville doit accepter l'abolition des privilèges locaux et verser des amendes, ce qui entraîne une diminution de sa population et de sa richesse. Quelques années plus tard, le roi Philippe V lui accorde la suppression des charges et des privilèges à la Real Fábrica de Paños.
Un chapitre important de son histoire se joue durant la Révolution cantonale en 1873. Le maire républicain, Agustí Albors, surnommé Pelletes, ordonne d'ouvrir le feu sur les ouvriers qui se concentrent devant la mairie pendant une grève. Ceux-ci, rendus furieux, prennent d'assaut l'édifice, tuant le maire et mutilant son cadavre. Alcoi se déclare indépendant et est gouverné par un comité de salut public entre le 9 et le 13 juillet, jusqu'à l'arrivée des troupes nationales. Cet épisode est connu sous le nom de Revolució del Petroli.
Durant la guerre civile, la cité est une place forte de l'anarcho-syndicalisme, en devenant le siège de la AIT.

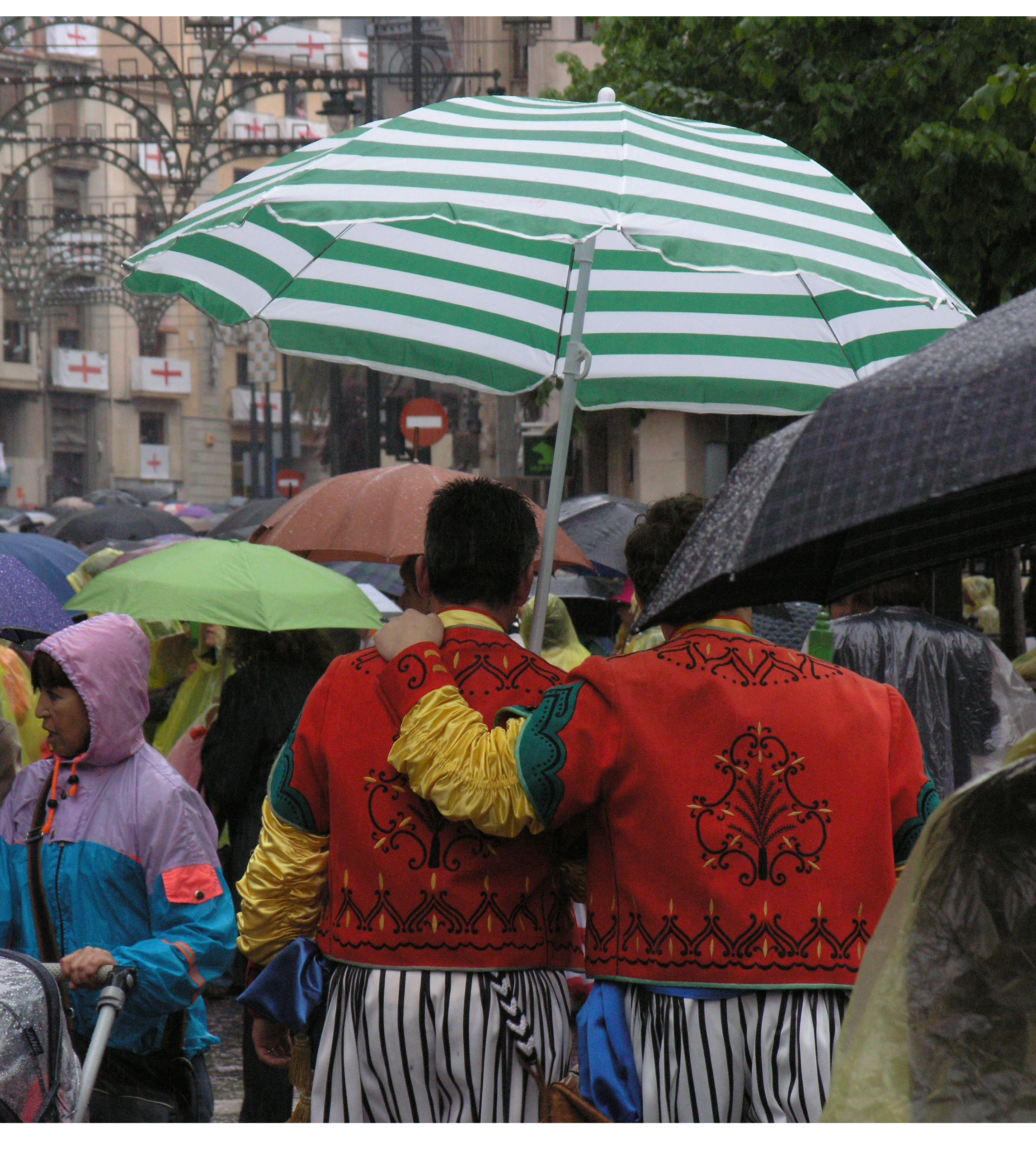
L'entrée des Moros

## Monuments
- Bourse de Saint Georges, travail de l'architecte Santiago Calatrava.
- Place de Dins
- Château de Barchell

## Musées
- Museu Alcoià de la Festa, musée consacré aux fêtes de Maures et Chrétiens d'Alcoy.
- Musée archéologique Camil Visedo, musée consacré au patrimoine archéologique de la comarque d'Alcoy.
- Abri de Cervantes, abri anti-aérien de la guerre civile espagnole construit en 1938.
- Musée des Pompiers d'Alcoy, collection muséographique de le patrimoine des pompiers de la province d'Alicante.

## Fêtes
- Maures et Chrétiens d'Alcoy: Il faut souligner que ses fêtes de Maures et Chrétiens sont les plus importantes et les plus anciennes dans toute la Communauté valencienne. Le Museu Alcoià de la Festa est un musée consacré aux fêtes de Moros y Cristianos d'Alcoy.

## Sports
- Club Deportivo Alcoyano
- Stade El Collao
- Patín Alcodiam Salesiano

Arrivées du Tour d'Espagne
- 2002 :  Danilo Di Luca

## Personnalités liées à la commune
Personnalités nées à Alcoy :
- Néstor Abad (né en 1993), gymnaste artistique ;
- María Dolores Alba Mullor (née en 1964), femme politique ;
- Amand Blanquer (1935-2005), compositeur ;
- Patricia Blanquer (née en 1973), femme politique ;
- Juan Botella Asensi (1884-1942), avocat et homme politique, Ministre de la Justice ;
- Fernando Cabrera-Canto (1866-1937), peintre ;
- Miguel Campins (1880-1936), officier de l'armée espagnole ;
- Lobo Carrasco (né en 1959), footballeur ;
- Bartolomé Gallardo (1776-1852), écrivain ;
- Eva García Sempere (née en 1976), femme politique ;
- Antonio Gisbert (1834-1901), peintre ;
- Vicenta Jiménez García (née en 1965), femme politique ;
- Carmen Jordá (née en 1988), pilote automobile ;
- Francisco Laporta Valor (1849-1914), peintre, graveur et photographe ;
- Carmen Llorca (1921-1998), femme politique ;
- Jorge Molina (né en 1982), footballeur ;
- Ovidi Montllor (1942-1995), chanteur ;
- Camilo Sesto (1946-2019), chanteur ;
- Isabel-Clara Simó (1943-2020), écrivaine et journaliste ;
- Vicente Simó Santonja (1932-2014), écrivain et juriste ;
- Nicolás Terol (né en 1988), pilote de moto.

Personnalités mortes à Alcoy :
- Al-Azraq (1208-1276), chef de guerre mudéjar ;
- Fernando Cabrera-Canto (1866-1937), peintre ;
- Bartolomé Gallardo (1776-1852), écrivain ;
- Francisco Laporta Valor (1849-1914), peintre, graveur et photographe ;
- Carmen Vidal (1915-2003), femme d'affaires ayant créé à Alcoy l'entreprise Germaine de Capuccini.

## Jumelage
avec Le Locheur (14)